# Turms

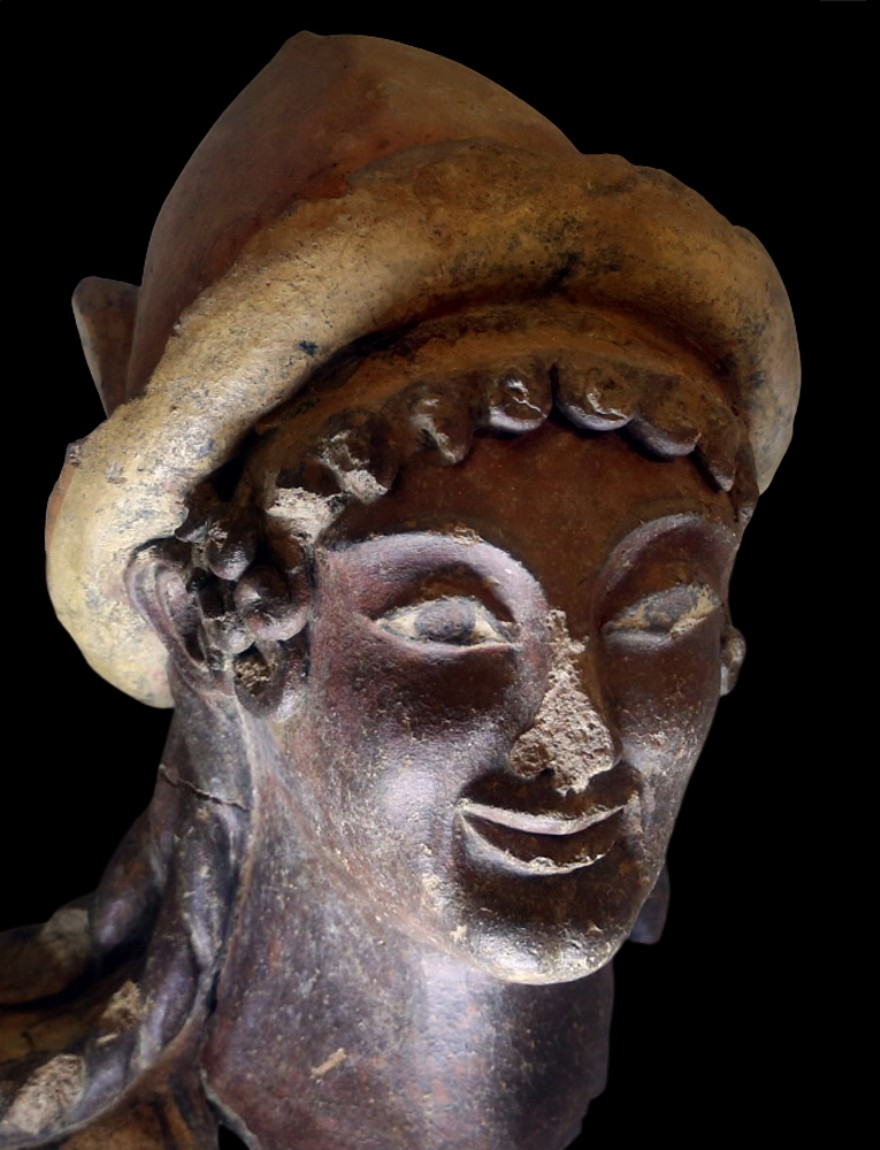
Turms de terracota del santuario de Portonaccio. Museo Nacional Etrusco de Villa Giulia.

Turms es el dios etrusco equivalente al dios griego Hermes. Era considerado el mensajero de los dioses, especialmente de Tinia. También se le asigna la tarea de guiar a las almas de los difuntos al submundo (equivalente al Hades griego). Se le suele representar portando unas sandalias aladas.